# Boubacar Joseph Ndiaye
Pour les articles homonymes, voir Ndiaye.
Boubacar Joseph Ndiaye (15 octobre 1922 - 6 février 2009) se présentait comme le « conservateur en chef » de la Maison des Esclaves à l’île de Gorée (Sénégal). Il reste l’une des figures sénégalaises les plus connues, notamment des touristes, même si les travaux scientifiques récents sur la traite négrière et l'histoire de l'île ont conduit à remettre ses propos passionnés en perspective.

## Biographie
Issu d’une famille d’origine goréenne, Boubacar Joseph Ndiaye est né le 15 octobre 1922 à Rufisque. Il effectue ses études primaires à Gorée, puis a rejoint l'École professionnelle Pinet-Laprade de Dakar. Il a ensuite travaillé comme compositeur-typographe.
Appelé sous les drapeaux dans l’Armée française en 1943, il participe à la libération de la France avec la première armée.
Engagé parmi les tirailleur sénégalais, il combat en Italie notamment lors de la bataille du mont Cassin.
Après la Libération, il a aussi servi en Extrême-Orient Sous-officier parachutiste dans la première demi-brigade de commandos parachutistes coloniaux sous les ordres du lieutenant-colonel Marcel Bigeard.
Ancien combattant 1939-45 et Croix de Guerre, officier de l’ordre national du Lion, chevalier de l’ordre national du Mérite, chevalier de l’ordre du Mérite sénégalais.
Il est nommé conservateur de la Maison des Esclaves de Gorée en 1962 et exercera cette fonction jusqu’à sa mort.
Il est décédé à Dakar le 6 février 2009 à l'âge de 86 ans des suites d’une longue maladie et repose au cimetière layène de Cambérène à Dakar.

## Enjeux et polémiques

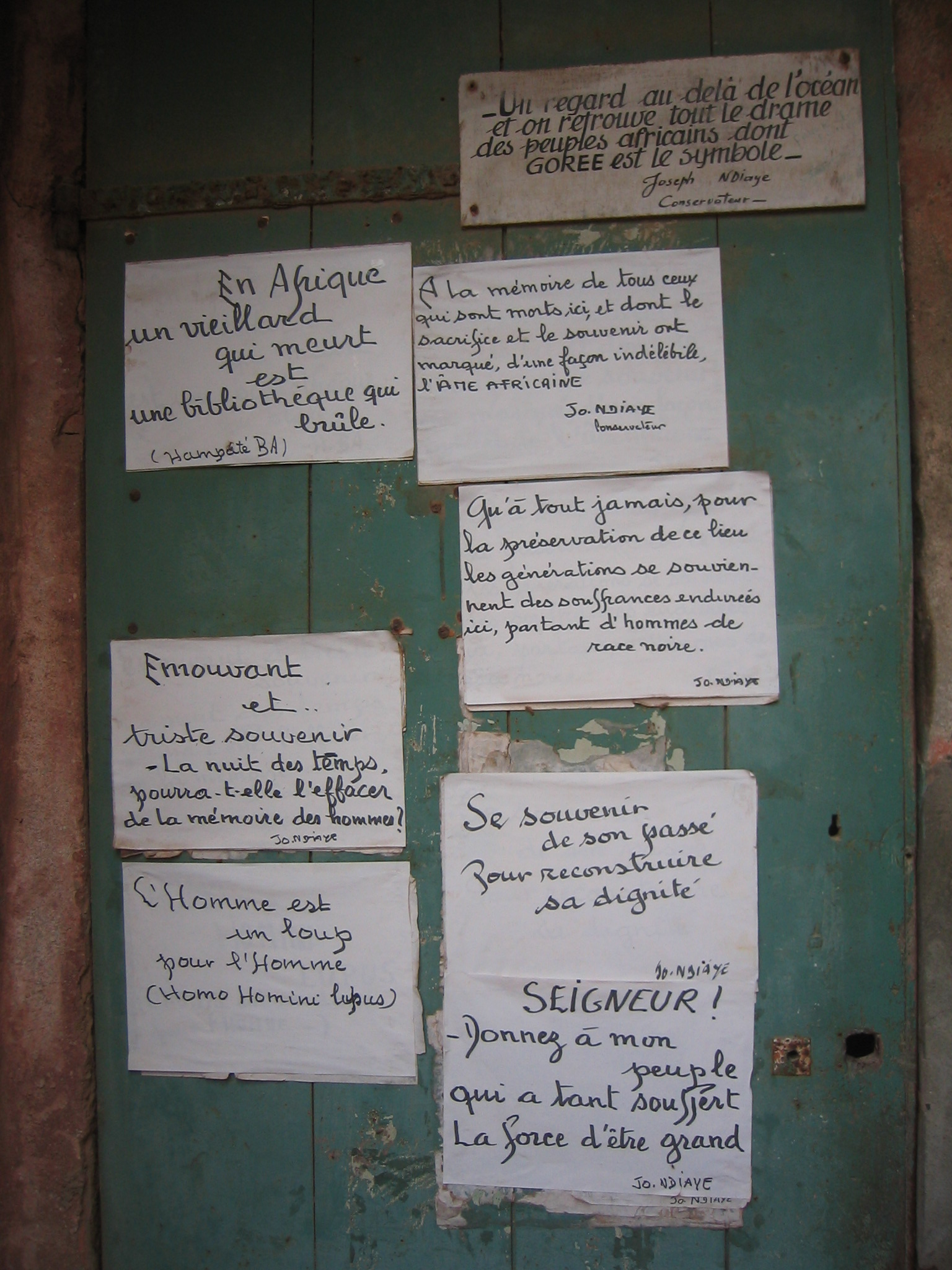
Les célèbres aphorismes de Joseph.

Depuis quatre décennies, le charisme — non dépourvu d'humour à l'occasion — du maître des lieux ne laisse aucun visiteur indifférent, chaque fois qu'il raconte l'enfer quotidien des esclaves qui auraient été détenus dans cet endroit sinistre, avant d'être expédiés sans ménagements vers le Nouveau monde où d'autres vicissitudes les attendaient. Gorée, dans son récit, devient une véritable plaque tournante de la traite des Noirs.
Plusieurs travaux ont remis en cause de manière circonstanciée le récit défendu avec ferveur par Joseph Ndiaye : un article d'Emmanuel de Roux, journaliste du quotidien français Le Monde, « Le mythe de la Maison des esclaves qui résiste à la réalité » a suscité quelques remous au-delà de la communauté des spécialistes.
Une autre polémique a éclaté au sujet de la paternité réelle du livre de Joseph Ndiaye destiné aux enfants, Il fut un jour à Gorée...
Grâce à la détermination de Joseph Ndiaye, la célèbre maison n'en a pas moins été restaurée par l'UNESCO en 1990 et beaucoup s'accordent encore à lui reconnaître la valeur d'un lieu de mémoire, fût-il plus symbolique qu'historique.

## Cinéma et télévision
Le réalisateur algérien Rachid Bouchareb s’est inspiré de cette forte personnalité pour le personnage d’Alloune (interprété par Sotigui Kouyaté), dans Little Senegal (2001) :  un vieux guide de la Maison des esclaves part en Amérique à la recherche de ses ancêtres.
Par ailleurs, Joseph Ndiaye lui-même a joué son propre rôle dans le long métrage documentaire américain The Healing Passage : Voices from the Water (2005), de Saundra Sharp et, plus récemment, dans Retour à Gorée, un film suisse mettant en scène le chanteur Youssou Ndour (2008).
Les téléspectateurs français ont pu le découvrir au cours de la défunte émission de Thierry Ardisson, Tout le monde en parle, dont il a été l'invité le 6 mai 2006.

## Ses écrits

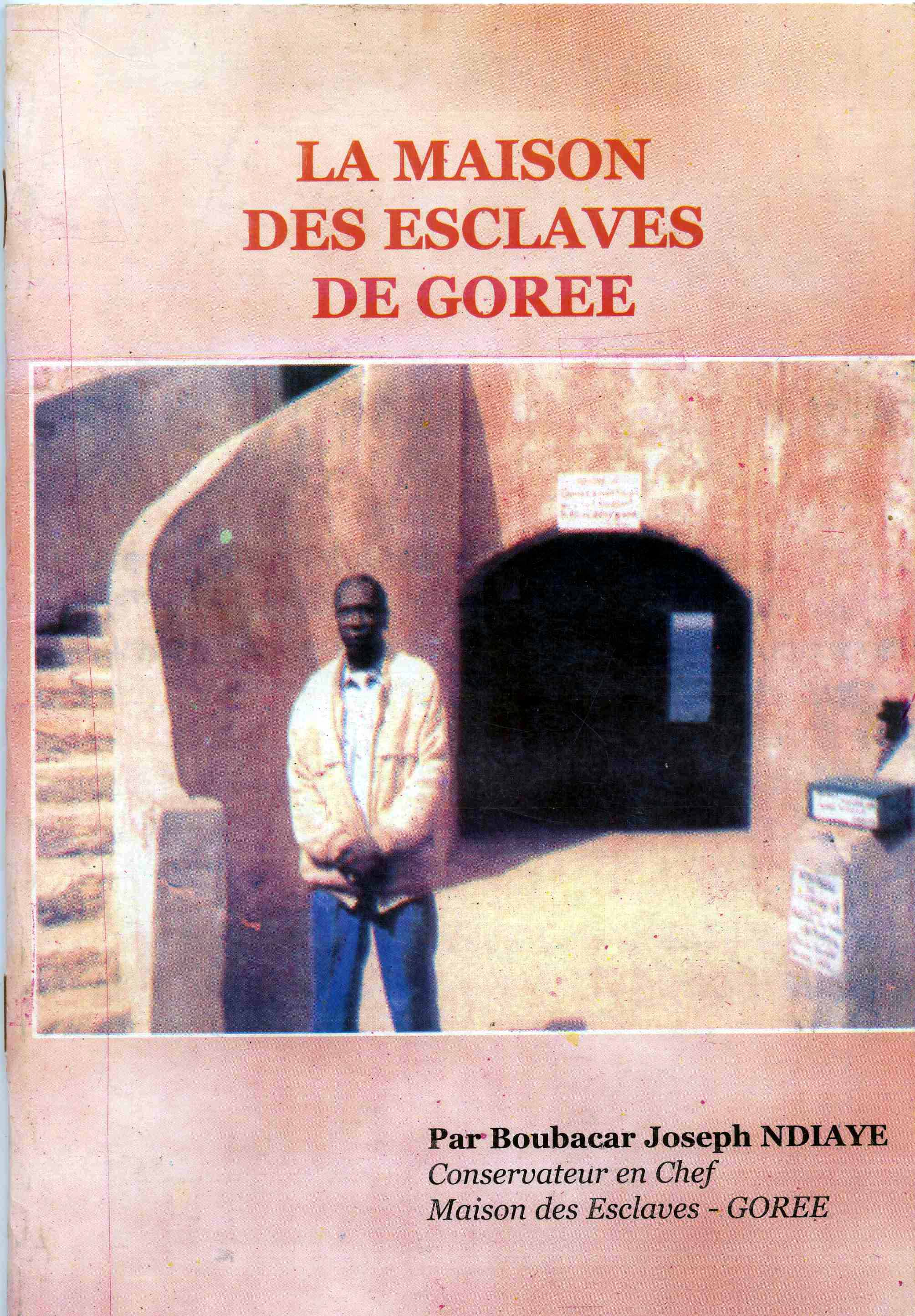
Plaquette de présentation de la Maison des Esclaves

- La Maison des Esclaves de Gorée, brochure de 36 p., s.d. (vers 1990)
- Il fut un jour à Gorée : l’esclavage raconté à nos enfants, Michel Lafon, coll. Parenthèse, 2006, 124 p.  (ISBN 2749904056)

## Distinctions
En 2005, Boubacar Joseph Ndiaye reçoit le titre honorifique de docteur honoris causa de l'Université Paris-VIII-Vincennes-Saint-Denis.